# Barcelona. Blanc i negre

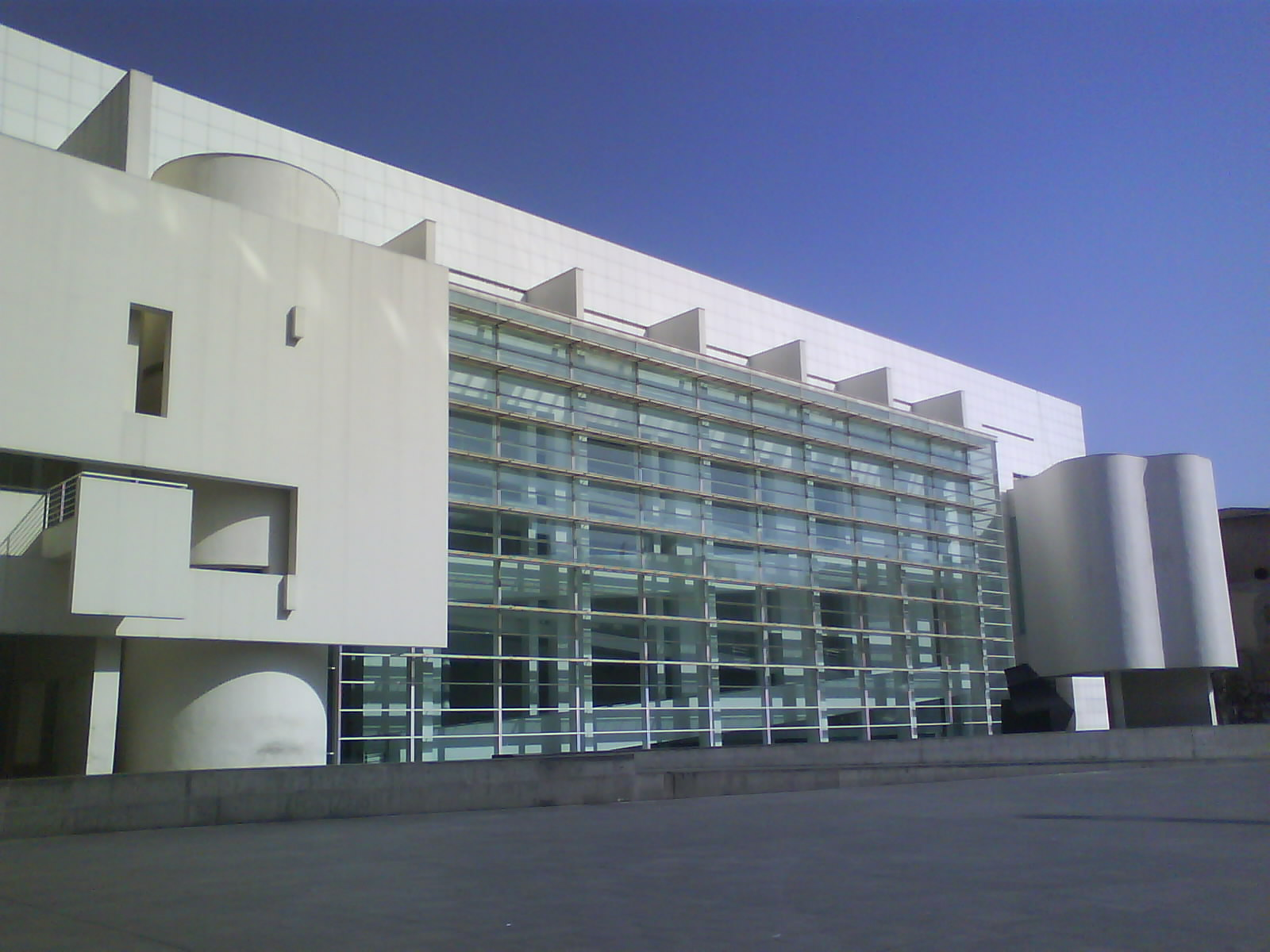
El MACBA conserva el Archivo Xavier Miserachs y expone las fotografías más representativas

Barcelona. Blanco y negro es una serie de fotografías de Xavier Miserachs que relata la recuperación económica de la ciudad de Barcelona. Se publicó en un fotolibre el 1964 con la editorial Aymà, acompañada de textos de Josep Maria Espinàs. Actualmente, el Museo de Arte Contemporáneo de Barcelona (MACBA) expone las fotografías más representativas de esta serie.

## Autor
Xavier Miserachs (Barcelona, 1937 – 1998) decidió abandonar los estudios de medicina para dedicarse de pleno a la fotografía cuando conoció la obra del gran documentalista urbano William Klein y su trabajo sobre Nueva York. En 1957, el crítico barcelonés Josep Maria Casademont calificó de «nueva vanguardia» las fotografías de Xavier Miserachs, Ricard Terreno y Ramon Masats, que se exponían a la Agrupación Fotográfica de Cataluña en Barcelona. Desde entonces, este calificativo pasó a designar una nueva generación de fotógrafos que llevó a cabo una profunda renovación de la fotografía documental en el contexto de la España franquista. Xavier Miserachs, junto con Oriol Maspons (fotógrafo con quien estableció una larga amistad y una gran afinidad profesional), tuvo un papel destacado.
Entre los trabajos más significativos de Miserachs destacan las imágenes que dieron lugar a los libros sobre Barcelona y la Costa Brava a comienzos de los años sesenta: Barcelona. Blanco y negro (Aymà, 1964) y Costa Brava Show (Kairós, 1966). Los dos han contribuido de una manera notable a documentar los primeros años del consumo, el incipiente turismo de masas y el tráfico de las clases populares hacia el nuevo entorno metropolitano.

## Historia
La adquisición de fotografías históricas del artista se completa con el depósito que recibió el MACBA de la familia Miserachs en febrero del 2011. Se trata de ochenta mil imágenes del archivo del fotógrafo que se encuentran en el Centro de Estudios y Documentación MACBA para su catalogación, conservación y difusión: un fondo de negativos, diapositivas, hojas de contacto y cuadernos de notas que alcanzan desde el 1954 hasta el 1998, un patrimonio de 44 años de actividad con algunos de los trabajos más significativos de uno de los grandes maestros de fotografía del país.

## Descripción
Las fotografías de Xavier Miserachs despliegan una mirada de antropólogo: se interesa por la ciudad de la calle, por la inmigración y los primeros mestizajes culturales, por el obrerismo y el crecimiento urbanístico periférico. Como ha escrito Josep Maria Espinàs, la de Miserachs es la Barcelona del «escalope a la milanesa, 10 pesetas» y de los «vestidos a plazos, 25 pesetas semanales». Con la obra de William Klein y Francesc Catalán Roca como referentes, Miserachs documenta el día a día de barrios tan característicos como Gracia, Sants, el Born y la Barceloneta. Retrata el paseo familiar, las fiestas y los niños en la calle, los mercados, los obreros que salen de la fábrica, las maletas de los inmigrantes a la estación y también personajes populares conocidos de la época.